# Маяри (Куба)
Маяри́ (исп. Mayarí) — город и муниципалитет в провинции Ольгин, Куба.

## История
9 мая 1757 года в этих местах была построена деревянная часовня. В 1786 году уже существовал приход. В 1827 году в этих местах было 112 домов, в которых проживало 667 человек. В 1858 году началось строительство каменного храма.
4 ноября 1878 года был издан декрет генерал-губернатора Кубы об учреждении города Маяри. В 1889 году в городе проживало 8087 человек. В 1910 году в городе был продемонстрирован первый кинофильм, а в 1936 году открылась первая общественная библиотека.
В 1907 году американская «United Fruit Company» построила здесь завод по переработке сахарного тростника. В 1942 году был построен завод «Nicaro», производящий никель.

## Знаменитые уроженцы
- Фидель Кастро (1926—2016) — родился на хуторе Биран, ныне входящем в состав муниципалитета.
- Рауль Кастро (род. 1931) — родился на хуторе Биран, ныне входящем в состав муниципалитета.